# Bowling

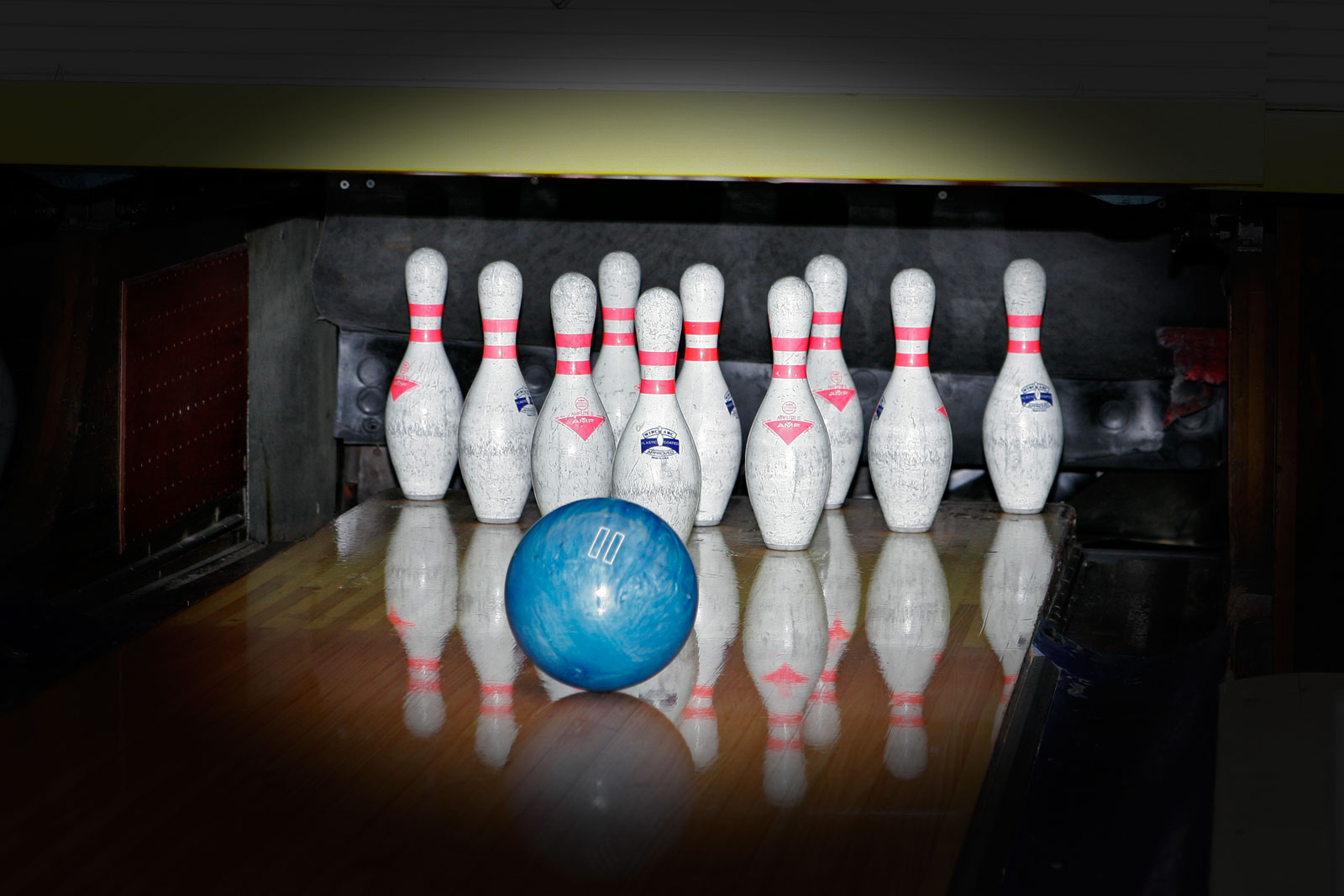
Bowling

Bowlingul este un sport în care jucătorii încearcă să obțină puncte rostogolind o bilă pe o suprafață plană (de obicei de lemn sau sintetică), fie într-un număr de popice, fie în alte bile-țintă.
Există mai multe varietăți de bowling, cel mai popular fiind cel cu 10 popice. Dovezi ale unor jocuri asemănătoare datează încă din anul 300 d.Hr. în Germania, Finlanda și Yemen.
Primele reguli standardizate au fost elaborate la 9 septembrie 1985 în New York.

## Tipuri de bowling
- tenpin: Se joacă cu cele mai mari și mai grele popice, în număr de 10, cu bile mari și grele, cu găuri pentru degete. Este cel mai popular tip de bowling, se joacă în toată lumea. În România sportul e denumit "bowling".
- ninepin: Popicele, în număr de 9, sunt agățate cu sfori de vârf și se folosesc bile fără găuri pentru degete; este foarte popular în Europa. In România sportul e denumit "popice".
- candlepin: Cele mai înalte și subțiri popice, în număr de 10.
- duckpin: Popicele sunt scurte, în număr de 10.
- fivepin: Popice medii ca înălțime, in număr de 5, se joacă în special în Canada.

## Echipament
- Bila: Există mai multe tipuri de bile de bowling. Unele au găuri pentru degete, iar altele nu. Bilele sunt fabricate din poliuretan, plastic și diferite rășini (mai demult din lemn).
- Popice
- Mănuși
- Pantofi: Pantofii de bowling prezintă caracteristici intermediare pantofilor de sport și celor normali.

## Variațiuni în aer liber
- Lawn bowls
- Bocce
- Pétanque
- Bowling irlandez de stradă
- Cherokee marbles
- Lane/Alley Bowling